# Vladislav al II-lea al Ungariei
Vladislav Jagello (în cehă Vladislav Jagellonský, în maghiară II. Ulászló; n. 1 martie 1456, Cracovia, Coroana Regatului Poloniei – d. 13 martie 1516, Buda, Regatul Ungariei), a fost rege al Boemiei începând din 1471, rege al Ungariei și al Croației din 1490 până la sfârșitul vieții, sub numele de Vladislav al II-lea sau Ladislau al II-lea Jagello.

## Biografie

### Familie
Vladislav a fost fiul mai vârstnic al regelui Poloniei și marelui duce al Lituaniei Cazimir al IV-lea Jagello și al Elisabetei de Habsburg, fiica lui Albert al II-lea al Sfântului Imperiu.

### Rege al Boemiei și al Ungariei

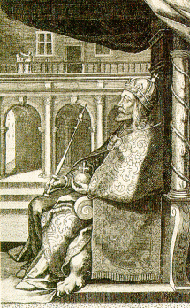
Vladislav al II-lea al Boemiei și al Ungariei.

Propus la tronul Boemiei de văduva regelui George de Poděbrady, Vladislav a fost încoronat la 22 august 1477. Ajuns foarte tânăr (la vârsta de cincisprezece ani) pe tronul unei țări divizate, el a fost dominat de sfetnici. Vladislav, un om inimos și influențabil, a intrat în istorie cu supranumele de Vladislav Bene și „regele Bene” care i-au fost atribuite deoarece răspundea aproape sistematic cu „bene” la petițiile care îi erau adresate, adică „este bine” sau „da”, în latină, limbă care nu cunoaște acest din urmă cuvânt.
La accederea la tron, nu era rege decât în Boemia, Moravia, Silezia și Luzacia, fiind în mâinile regelui Matia Corvin, care uzurpase titlul de rege al Boemiei, iar Pacea de la Olomouc a permis un compromis care stipula că fiecare rege era autorizat să-și folosească titlul, iar în cazul decesului lui Matia, Vladislav putea să-și recupereze integralitatea teritoriilor cehe, printr-o plată compensatorie. Totuși, acestă plată nu a avut loc când, la moartea lui Matia în 1490, Vladislav a devenit rege al Ungariei. A fost încoronat la 21 septembrie la Székesfehérvár (Alba Regală).
Vladislav s-a angajat din ce în ce mai mult în Ungaria, lăsând guvernarea Boemiei în mâinile nobililor boemi, funcționari regali. Acordul de la Kutná Hora din 1485, a eliminat practic puterea lui Vladislav care a ajuns astfel în mâinile nobililor. În 1497, după o ședere de șapte ani în Ungaria, Vladislav a asistat la Dieta de Rusalii. De atunci nu a mai apărut decât de două ori în regatul său, Boemia, în 1502 și în 1508–1509, în timp ce acordul menționat anterior care era limitat la o perioadă de 31 de ani, a fost prelungit indefinit în 1512.
Totuși, Vladislav a reușit ca fiul său, Ludovic, să fie ales succesor la tronul Ungariei la data de 24 februarie 1507 și să fie încoronat la Praga la 11 martie 1509. 
Domnia lui Vladislav a fost stabilă, deși frontierele regatului s-au aflat constant sub presiunea Imperiului Otoman, iar în 1514 a văzut scurta răscoală condusă de Gheorghe Doja.

### Căsătorii și posteritate
Vladislav s-a căsătorit de trei ori: 
- la 20 august 1476 cu Barbara de Brandeburg, fiica lui Albert al III-lea Brandeburg, elector de Brandeburg.
- la 4 octombrie 1490 cu Beatrice de Aragon, văduva lui Matia Corvin, ceea ce l-a plasat într-o situație de bigamie.
- la 29 septembrie 1502 cu Anne de Foix, după ce au fost anulate primele sale două căsătorii în 1500.

Din cea de-a treia căsătorie, a avut doi copii:
- Anna (1503–1547) care, în 1515, i-a fost promisă lui Ferdinand de Habsburg, printr-un acord dinastic între Casa Jagiellonilor și Casa de Habsburg. După moartea lui Ludovic, dieta Boemiei l-a ales pe  Ferdinand rege.
- Ludovic (1506–1526), care i-a succedat tatălui său la vârsta de zece ani pe tronurile Boemiei și Ungariei, dar a murit prematur în Bătălia de la Mohács.